# Zeche Vereinigte Stöckgesbank & Dodelle
Die Zeche Vereinigte Stöckgesbank & Dodelle ist ein ehemaliges Steinkohlenbergwerk in Essen-Werden-Fischlaken. Das Bergwerk entstand durch die Konsolidation der Zechen Vereinigte Stöckgesbank,  Dodelle und Leanderbank. Das Bergwerk gehörte zum Bergrevier Werden.

## Geschichte

### Die Vorgängerbergwerke

#### Vereinigte Stöckgesbank
Das Bergwerk war auch unter dem Namen Zeche Stöckgensbank oder Zeche Stöcksgesbank bekannt. Die Bergwerk lag in Fischlaken westlich von den Harnscheidter Höfen. Im Jahr 1788 erfolgte die Belehnung durch den Abt von Werden, anschließend ging die Zeche in Betrieb. Im Jahr 1855 erfolgte die Neugründung, es wurde ein Stollen in Richtung Süden vorgetrieben. Das Stollenmundloch befand sich an der Ruhr in einer Höhe von 50 Metern über Normalnull. Im Jahr 1858 wurde für den Stollen das Erbstollenrecht verliehen. Im Jahr 1860 war der Abbau der Berechtsame bereits 860 Meter vom Stollenmundloch entfernt. Es wurde ein tonnlägiger Schacht geteuft. Der Schacht wurde ab der Stollensohle geteuft und diente zur Erschließung der tieferen Flöze mittels Unterwerksbau. Nach dem Aufschließen der Grubenbaue wurden diese auch von der Eisensteingrube Vereinigte Lamarche für den Abbau von Kohleneisenstein genutzt. Die ersten Förderzahlen des Bergwerks stammen aus dem Jahr 1861, es wurden mit zwei Bergleuten 1.462 preußische Tonnen Steinkohle abgebaut. Im Jahr 1865 lag die Zeche Vereinigte Stöckgesbank mit der Zeche Dodelle wegen eines Förderstollens an der Ruhr in einem Streit. In den Jahren 1866 und 1867 wurde das Bergwerk in Fristen erhalten. Die letzten Zahlen sind aus dem Jahr 1868 bekannt, es wurden 30 Tonnen Steinkohle gefördert. Im selben Jahr erfolgte die Konsolidation zur Zeche Stöckgesbank & Dodelle.

#### Dodelle
Die Zeche Dodelle lag in Fischlaken westlich von den Harnscheidter Höfen. Am 18. November 1780 erfolgte die Belehnung durch den Abt von Werden, anschließend ging die Zeche in Betrieb. Im Jahr 1799 wurde die Belehnung erneuert. Die ersten Förderzahlen des Bergwerks stammen aus dem Jahr 1802, es wurden pro Tag 70 Ringel Steinkohle abgebaut. Im Jahr 1804 wurde ein Luftschacht geteuft. Im Jahr 1805 wurde der Dodeller Stollen aufgefahren und im Jahr 1808 wurde mit dem Abbau begonnen. 1811 erfolgte der Abbau am Schacht 2. Im Jahr 1815 war der Schacht Lazarus in Betrieb. Ab 1816 war das Bergwerk außer Betrieb und im Jahr 1821 wurde es stillgelegt. Um 1839 wurde das Bergwerk wieder in Betrieb genommen, jedoch kurz danach wurde es wieder in Fristen erhalten. Im Jahr 1842 erneute Wiederinbetriebnahme und später wurde das Bergwerk wieder in Fristen erhalten. Am 1. März 1861 Wiederinbetriebnahme aus dem Erbstollen der Zeche Vereinigte Stöckgesbank. Etwa 190 Lachter südlich vom Stollenmundloch erfolgte eine Auffahrung im Flöz in südöstlicher Richtung. Mit acht Bergleuten wurden 2.462 preußische Tonnen Steinkohle abgebaut. Im Jahr 1865 konnten sich die Bergwerksbetreiber nicht mit den Gewerken von Stöckgesbank über die Mitbenutzung der zu Stöckgesbank gehörenden Tageeisenbahn einigen. Noch im selben Jahr wurde eine eigene Förderbahn zur Ruhr angelegt, im selben Jahr lag die Zeche Dodelle wegen eines Förderstollens an der Ruhr mit der Zeche Vereinigte Stöckgesbank in einem Streit. Im Jahr 1866 erneutes Erhalten in Fristen. Die letzten Zahlen sind aus dem Jahr 1867 bekannt, es wurden mit 11 Bergleuten 245 Tonnen Steinkohle gefördert. Im Jahr 1868 erfolgte die Konsolidation zur Zeche Vereinigte Stöckgesbank & Dodelle.

#### Leanderbank
Die Zeche Leanderbank war auch unter dem Namen Zeche Leander bekannt. Über das Bergwerk ist nur sehr wenig bekannt. Am 27. Februar 1783 erfolgte die Verleihung durch den Abt von Werden. Auf dem Bergwerk wurde Stollenbau betrieben. Am 30. August des Jahres 1868 erfolgte die Konsolidation mit der Zeche Vereinigte Stöckgesbank und der Zeche Dodelle.

### Vereinigte Stöckgesbank & Dodelle
Nach der Konsolidation der drei Zechen wurde im Stollen nach Süden gearbeitet. Im Jahr 1878 waren die Kohlenvorräte über der Stollensohle abgebaut, der Betrieb wurde eingestellt. Im Jahr 1879 wurde das Bergwerk in Fristen gesetzt und im darauffolgenden Jahr wurde die Berechtsame versteigert. Im Jahr 1881 wurde die Zeche erneut in Betrieb genommen. Im Jahr 1882 wurde für den Übergang zum Tiefbau ein tonnlägiger Schacht geteuft, der Schacht erreichte eine flache Teufe von 205 Metern. Nachdem im Jahr 1886 keine Kohlenförderung erfolgt war, wurde die Zeche Vereinigte Stöckgesbank & Dodelle im Jahr 1891 stillgelegt. Im Jahr 1897 wurde die Berechtsame durch die Zeche Vereinigte Pörtingsiepen erworben.

#### Förderung und Belegschaft
Die ersten Förderzahlen des Bergwerks stammen aus dem Jahr 1869, ein Jahr nach der Konsolidierung. Es wurden mit 16 Bergleuten 3.011 Tonnen Steinkohle abgebaut. Im Jahr 1870 wurden mit 25 Bergleuten 4.686 Tonnen Steinkohle gefördert. Im Jahr 1873 Förderanstieg auf 6.783 Tonnen, diese Förderung wurde mit 43 Bergleuten erbracht. Im Jahr 1876 sank die Förderung auf 1.094 Tonnen, diese Förderung wurde mit sechs Bergleuten erbracht. Im Jahr 1881 wurden mit 14 Bergleuten 1.348 Tonnen Steinkohle gefördert. Im Jahr 1883 leichter Förderanstieg auf 1.835 Tonnen, diese Förderung wurde mit 20 Bergleuten erbracht. Im Jahr 1885 leichter Förderrückgang auf 1.400 Tonnen, es waren 14 Bergleute beschäftigt. Im Jahr 1886 waren noch zwei Bergleute auf der Zeche beschäftigt, es wurde keine Kohlenförderung erbracht. Dies sind die letzten bekannten Förder- und Belegschaftszahlen des Bergwerks.

## Heutige Situation
Durch das Aufstauen des Baldeneysees würden sich ein Stollenmundloch und die Förderanlagen der Zeche Dodelle innerhalb des Sees befinden. Ein Stollenmundloch und die Förderanlagen der Zeche Stöckgesbank würden sich direkt am Ufer befinden. Ursprünglich lagen die Anlagen etwa 200 Meter vom Ufer der Ruhr entfernt.